# روبرت ماكورميك
روبرت ماكورميك (بالإنجليزية: Robert McCormick)‏
جراح البحرية الملكية البريطانية، مستكشف وعالم الطبيعة - روبرت ماكورميك (25 أكتوبر 1890 - 22 يوليو 1800).
ولد ماكورميك في غريت يارموث، انجلترا. وكان يعمل مساعدجراح على متن سفينة هيكلا تحت إدارة وليام إدوارد باري في عام 1827،وكان الجراح على متن بيغل في عام 1832 (عندما كان تشارلز داروين يعمل بوصفه عالم الطبيعة غير الرسمي، حيث ترك ماكورميك السفينة في البرازيل)، وجراح جراح على رحلة جيمس كلارك روس في أنتاركتيكا بين 1839 و1842.
يدعى خليج Macormick في جزيرة ديفون، بالقرب من المنطقة التي استكشفها في البحث عن المفقود السير جون فرانكلين، سُمي تكريما لماكورميك.